# Karl Friedrich Bonhoeffer
Karl Friedrich Bonhoeffer (Breslávia, 13 de janeiro de 1899 — Göttingen, 15 de maio de 1957) foi um químico alemão.

## Biografia
Nascido em Breslávia, foi um irmão mais velho do teólogo Dietrich Bonhoeffer.
Bonhoeffer começou a estar em 1918 na cidade de Tubinga em Baden-Württemberg na Alemanha, e terminou seu doutorado em 1922 em Berlim. Após a habilitação em 1927 tornou-se professor titular da Universidade de Berlim. Em 1930, Bonhoeffer foi nomeado professor de física e química na Universidade de Frankfurt. Quatro anos mais tarde foi nomeado professor de física e química na Universidade de Leipzig.
Bonhoeffer foi também diretor do Instituto Kaiser Wilhelm.